# Emmering (Ebersberg)
Emmering è un comune tedesco di 1 504 abitanti, situato nel land della Baviera.